# Gare de Bouchain
La gare de Bouchain est une gare ferroviaire française de la ligne de Busigny à Somain, située sur les territoires des communes de Bouchain et de Neuville-sur-Escaut, à proximité immédiate de Lieu-Saint-Amand, dans le département du Nord, en région Hauts-de-France.
C'est une halte de la Société nationale des chemins de fer français (SNCF), desservie par des trains régionaux du réseau TER Hauts-de-France.

## Situation ferroviaire
Établie à 38 mètres d'altitude, la gare de Bouchain est située au point kilométrique (PK) 219,772 de la ligne de Busigny à Somain, entre les gares d'Iwuy et de Lourches.

## Histoire
La gare est mise en service en 1858 par la Compagnie des chemins de fer du Nord, lors de l'ouverture de la ligne de Busigny à Somain.
Le tableau du classement par produit des gares du département du Nord pour l'année 1862, réalisé par Eugène de Fourcy, ingénieur en chef du contrôle, place la « station de Bouchain » au 29e rang, et au 87e pour l'ensemble du réseau du Nord, avec un total de 53 124,81 francs. Dans le détail, cela représente : 24 024,71 francs pour 15 213 voyageurs transportés, les recettes marchandises étant de 1 826,20 francs (grande vitesse) et 27 273,90 francs (petite vitesse).
Le bâtiment voyageurs (fermé depuis décembre 2014), rescapé des bombardements de la bataille de l'Escaut en 1940 (qui ont rasé 80 % de la ville), devait être détruit en juillet 2018, notamment en raison de frais de réhabilitation qui seraient onéreux (980 000 euros). Toutefois, sa probable inscription en tant que monument historique a ajourné sa démolition, à la suite de la mobilisation d'un collectif,. Il est effectivement inscrit à ce titre le 11 juillet 2019, ainsi que l'ancienne halle à marchandises.
En 2023, la SNCF estime la fréquentation de cette gare à 27 510 voyageurs, contre 37 029 en 2019.

## Service des voyageurs

### Accueil
Halte de la SNCF, c'est un point d'arrêt non géré (PANG) à entrée libre. Elle est équipée d'un automate pour l'achat de titres de transport.

### Desserte
Bouchain est desservie par des trains TER Hauts-de-France, qui effectuent des missions entre les gares de Cambrai et de Valenciennes.

### Intermodalité
Un parking est aménagé aux abords de la gare.
Par ailleurs, elle est en correspondance avec les lignes 101 et 112 du réseau de bus Transvilles, ainsi que la ligne 827 du réseau interurbain Arc en Ciel 3, par l'intermédiaire de l'arrêt Bouchain Gare.

## Patrimoine ferroviaire
Datant de 1858, l'ancien bâtiment voyageurs, inscrit au titre des monuments historiques,, diffère des gares standards de la Compagnie du Nord par sa disposition. Dû à Jules Léon Lejeune, il s'agit d'un bâtiment symétrique avec un haut corps central de trois travées, sous une bâtière transversale, encadré par deux ailes basses de trois travées sous une bâtière longitudinale. Il reprend une disposition très commune pour les gares de grande ou moyenne importance de la compagnie, avec un grand porche central, deux ailes basses et — éventuellement — deux ailes hautes (disposition employée par exemple à Béthune, Iwuy, Bergues, Aulnoye…). Cependant, à l'inverse de ces gares dont la partie centrale est dépourvue d'étage supérieur, la gare de Bouchain voit cette partie centrale surhaussée d'un étage et demi. Seul un bâtiment voyageurs d'apparence très proche avait été construit, en gare de Lourches ; il a été détruit lors de la Première Guerre mondiale.
L'ancienne halle à marchandises (située sur le territoire de la commune voisine de Neuville-sur-Escaut), également présente sur le site, est aussi inscrite monument historique, tout comme les pavillons annexes servant autrefois de toilettes et de lampisterie.

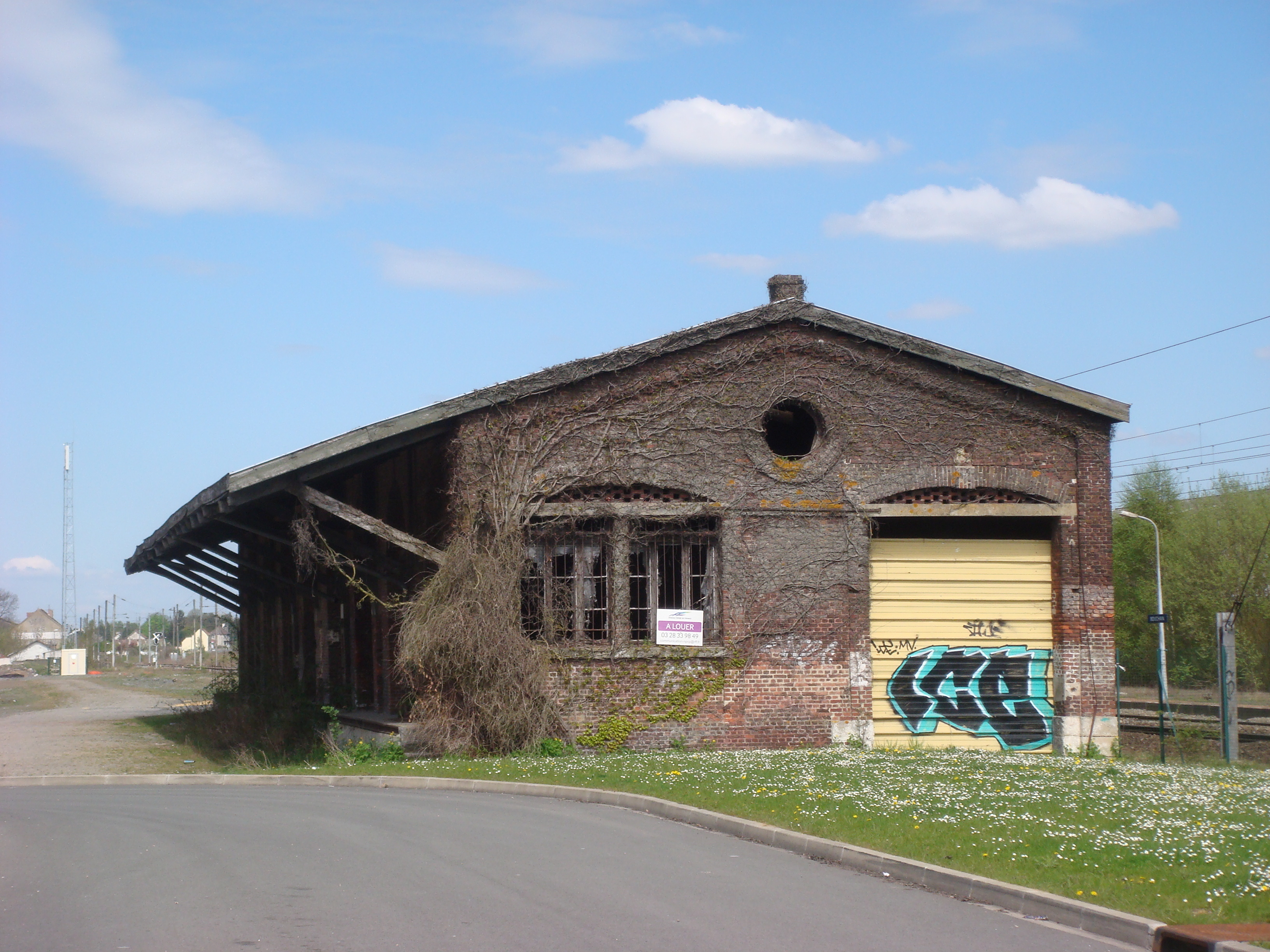
L'ancienne halle à marchandises.
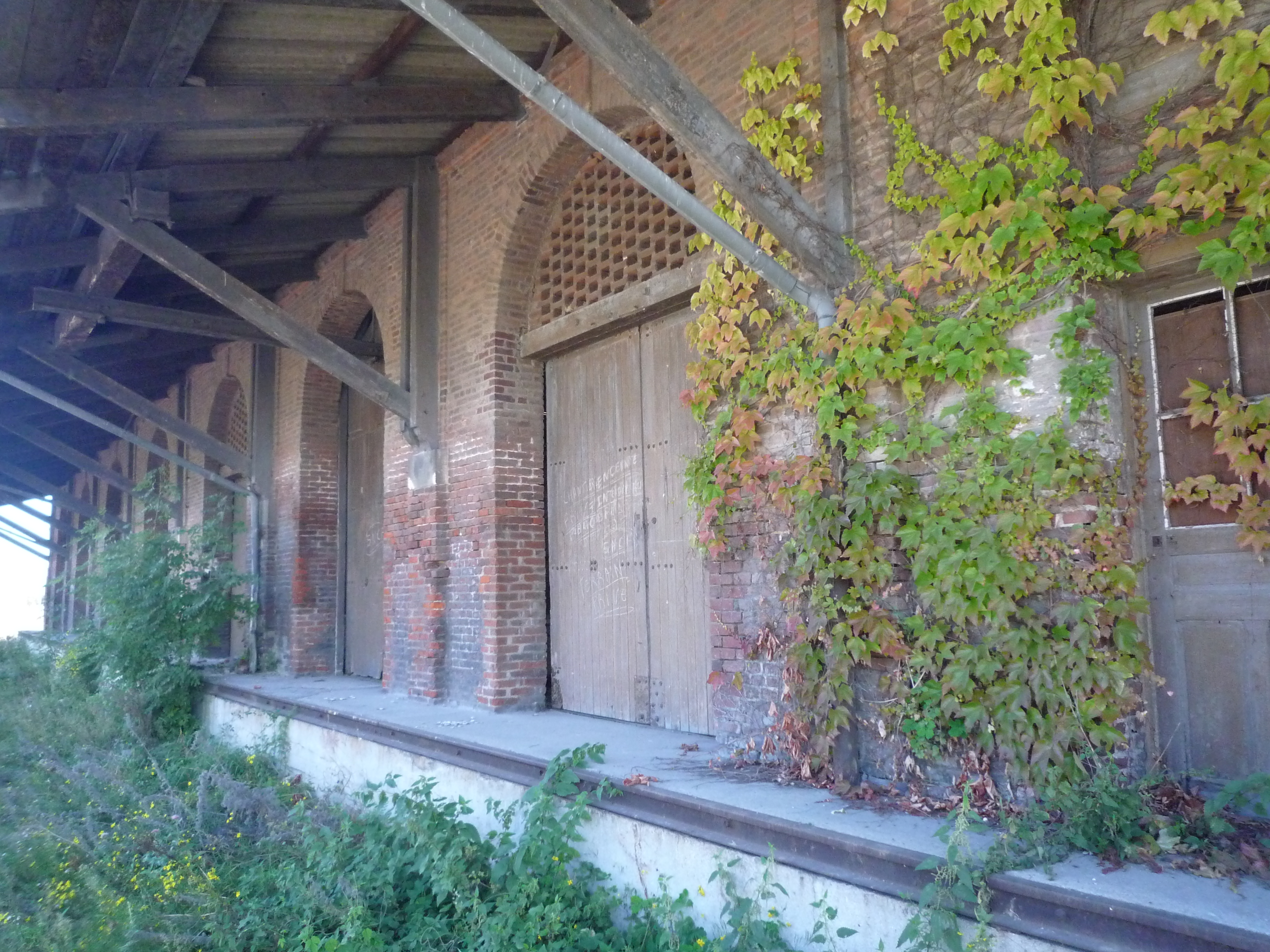
Quai de chargement couvert.
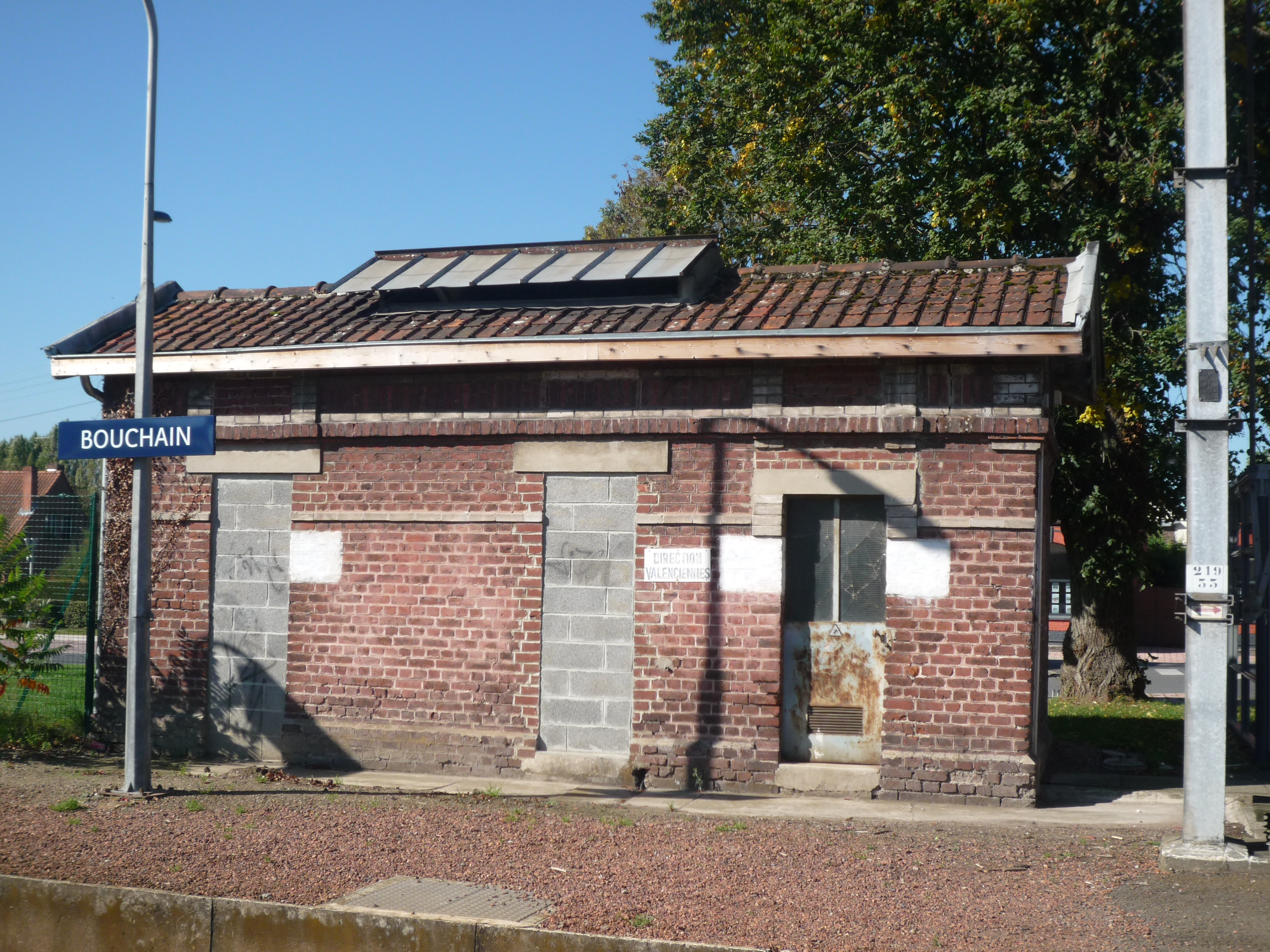
Ancienne annexe.